# Coteaux-de-die

Eine Übersicht der einzelnen Bezeichnungen des Weinbaugebiets Rhône. Zoom A zeigt die südlich gelegenen Appellationen bei Avignon und Zoom B stellt die nahe Lyon gelegenen Weinbaugebiete dar. Die Appellation Coteaux de Die ist im Zoom B als Clairette de Die dargestellt

Coteaux-de-die ist eine Herkunftsbezeichnung für Weißwein im mittleren Abschnitt der großen Weinbauregion Rhône. Die Weinberge liegen in 31 Gemeinden östlich von Crest in unmittelbarer Nähe der namensgebenden Stadt Die am Nebenfluss Drôme auf der orographisch rechten Seite der Rhone. Einige Weinberge reichen bis an das Bergmassiv des Vercors heran. Seit dem 26. März 1993 verfügt das Weinbaugebiet über den Status einer Appellation d’Origine Contrôlée (auch kurz AOC genannt). Das Anbaugebiet ist deckungsgleich mit den Appellationen Clairette de Die und Crémant de Die.
Im Jahr 1997 wurden auf 7 Hektar Rebfläche 384  Hektoliter Wein erzeugt. Die Appellation ist noch zu jung, um zu sehen, ob sie von den Winzern und Kunden angenommen wird. Die bisherigen Erfahrungen sind jedoch nicht ermutigend.
Weinbau wurde in der Region schon zur Zeit der Römer betrieben. Das bezeugt der Schriftsteller Plinius der Ältere, der den Wein der Region in seinem um das Jahr 77 entstandenen Werk Naturalis historia beschrieb.
Die einzig zugelassene Rebsorte ist die Clairette Blanche.
Der Basisertrag, also die Erntebeschränkung, liegt bei mäßigen 50 Hektoliter/Hektar; ein Betrag, der jahrgangsabhängig noch bis auf max. 60 Hektoliter/Hektar nach oben korrigiert werden kann.
Der Mindestzuckergehalt des Mosts zum Grundwein muss mindestens 153 g/l betragen. Falls in schlechten Jahren dieser Wert nicht erreicht wird, kann einer Chaptalisation zugestimmt werden.

## Zugelassene Gemeinden
Aix-en-Diois, Aouste-sur-Sye, Aubenasson, Aurel, Barsac, Barnave, Beaufort-sur-Gervanne, Châtillon-en-Diois, Die, Espenel, Laval-d’Aix, Luc-en-Diois, Menglon, Mirabel-et-Blacons, Molières-Glandaz, Montclar-sur-Gervanne, Montlaur-en-Diois, Montmaur-en-Diois, Piégros-la-Clastre, Ponet-et-Saint-Auban, Pontaix, Poyols, Recoubeau-Jansac, Saillans, Saint-Benoit-en-Diois, Saint-Roman, Saint-Sauveur-en-Diois, Sainte-Croix, Suze-sur-Crest, Vercheny und Véronne.